# SC Graudenz
SC Graudenz (celým názvem: Sport-Club Graudenz) byl německý sportovní klub, který sídlil v západopruském městě Graudenz (dnešní Grudziądz v Kujavsko-pomořském vojvodství). Založen byl v roce 1906, zanikl v roce 1945 po sovětsko-polské anexi Pruska. Klubové barvy byly černá a bílá.
Před první světovou válkou patřil k elitním klubům Baltského fotbalového mistrovství.

## Historické názvy
Zdroj: 
- 1906 – SC Graudenz (Sport-Club Graudenz)
- 1945 – zánik